# جام پادشاهی بحرین
جام پادشاه بحرین نخستین مسابقات حذفی بحرین در فوتبال مردان (فوتبال) است . 
جام های ملی در طول سال ها نامهای مختلفی داشته است. جام امیر (۱۹۵۲-۵۹ و ۱۹۷۸-۲۰۰۲) ، جام فدراسیون (۷۷-۱۹۷۷) و جام پادشاهی (۲۰۰۳ - حال). 

## برندگان قبلی
برندگان قبلی: 
- ۱۹۵۲ : باشگاه محرق
- ۱۹۵۳ : باشگاه محرق
- ۱۹۵۴ : باشگاه محرق

برنده ناشناخته بین سالهای ۱۹۵۵ و ۱۹۵۷
- ۱۹۵۸ : باشگاه محرق
- ۱۹۵۹ : باشگاه محرق
- ۱۹۶۰ : النصور میامه
- ۱۹۶۱ : باشگاه محرق
- ۱۹۶۲ : باشگاه محرق
- ۱۹۶۳ : باشگاه محرق
- ۱۹۶۴ : باشگاه محرق
- ۱۹۶۵ : برگزار نشد
- ۱۹۶۶ : باشگاه محرق
- ۱۹۶۷ : باشگاه محرق
- ۱۹۶۸ : النصور میامه
- ۱۹۶۹ : العربی
- ۱۹۷۰ : البحرین بحرین
- ۱۹۷۱ : البحرین بحرین
- ۱۹۷۲ : باشگاه محرق
- ۱۹۷۳ : بحرین
- ۱۹۷۴ : باشگاه محرق
- ۱۹۷۵ : باشگاه محرق
- ۱۹۷۶ : الهلا
- ۱۹۷۷ : النصور میامه
- ۱۹۷۸ : باشگاه محرق
- ۱۹۷۹ : باشگاه محرق
- ۱۹۸۰ : الهلا
- ۱۹۸۱ : الهلا
- ۱۹۸۲ : الاهلی منامه
- ۱۹۸۳ : باشگاه محرق
- ۱۹۸۴ : باشگاه محرق
- ۱۹۸۵ : بحرین
- ۱۹۸۶ : بحرین
- ۱۹۸۷ : الاهلی منامه
- ۱۹۸۸ : الوحده
- ۱۹۸۹ : باشگاه محرق
- ۱۹۹۰ : باشگاه محرق
- ۱۹۹۱ : الاهلی منامه
- ۱۹۹۲ : الوحده
- ۱۹۹۳ : باشگاه محرق
- ۱۹۹۴ : الوحده
- ۱۹۹۵ : باشگاه محرق
- ۱۹۹۶ : باشگاه محرق
- ۱۹۹۷ : باشگاه محرق
- ۱۹۹۸ : بحرین
- ۱۹۹۹ : ریفا شرقی
- ۲۰۰۰ : الرفاع شرقی
- ۲۰۰۱ : الاهلی منامه
- ۲۰۰۲ : باشگاه محرق
- ۲۰۰۳ : الاهلی منامه
- ۲۰۰۴ : الشباب
- ۲۰۰۵ : باشگاه محرق
- ۲۰۰۶ : النجمه
- ۲۰۰۷ : النجمه
- ۲۰۰۸ : باشگاه محرق
- ۲۰۰۹ : باشگاه محرق
- ۲۰۱۰ : بحرین
- ۲۰۱۱ : باشگاه محرق
- ۲۰۱۲ : باشگاه محرق
- ۲۰۱۳ : باشگاه محرق
- ۲۰۱۴ : الرفاع شرقی
- ۲۰۱۵ : هید
- ۲۰۱۵–۱۶ : باشگاه محرق
- ۲۰۱۶–۱۷ : منامه
- ۲۰۱۷–۱۸ : النجمه
- ۲۰۱۹ : الرفاع

## تیم های برتر
| باشگاه          | تعداد قهرمانی               |
| --------------- | --------------------------- |
| محرک SC         | ۳۲                          |
| الاهلی SC       | ۸ (۳ به عنوان النصور منامه) |
| النجما          | ۷ (۳ الوحده و ۱ العربی)     |
| الرفاع          | ۶                           |
| الحلا           | ۳                           |
| ریفا شرقی       | ۳                           |
| البحرین بحرین   | ۲                           |
| الشباب جیدز هفس | ۱                           |
| هید             | ۱                           |
| منامه SC        | ۱                           |